# سامونيا (آن)
سامونيا (بالفرنسية: Samognat)‏ هي بلدية فرنسية تقع في إقليم الآن في فرنسا. رمز إنسي لها هو:1392. أما الرمز البريدي لها فهو: 1580.